# Holt Fleet Bridge
Die Holt Fleet Bridge führt die A4133 bei dem Dorf Holt Fleet über den River Severn und verbindet Holt Fleet mit dem auf der Hochfläche gelegenen Dorf Holt Heath im Westen des Flusses. Sie steht rund neun Kilometer flussaufwärts bzw. nördlich von Worcester in der Grafschaft Worcestershire in England.

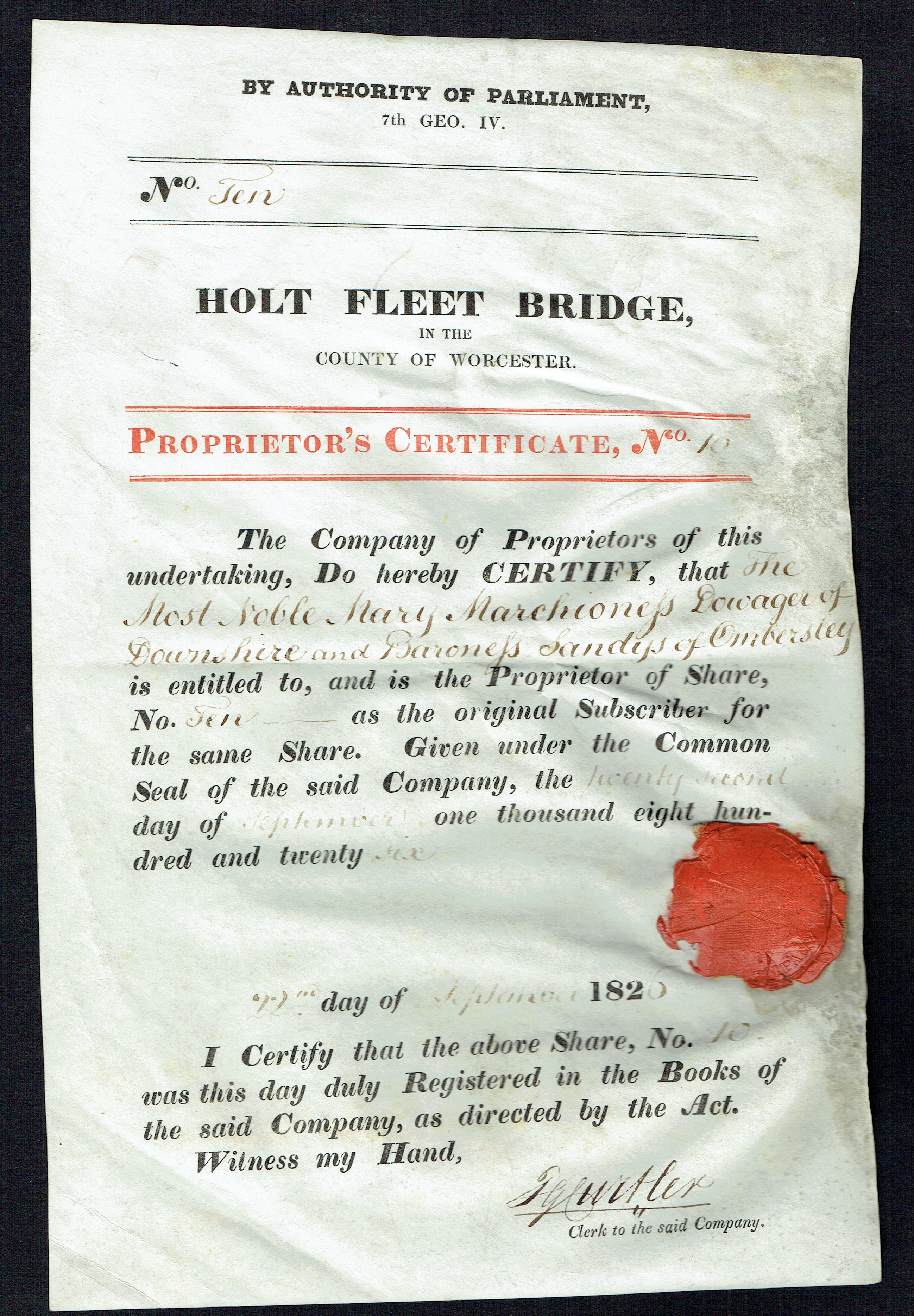
Aktie der Holt Fleet Bridge vom 22. September 1826

Die von Thomas Telford entworfene gusseiserne Bogenbrücke wurde in den Jahren 1826 und 1827 gebaut und am 1. Januar 1828 eröffnet. Sie gleicht der zwischen 1823 und 1826 erbauten Mythe Bridge bei dem 30 km flussabwärts liegenden Tewkesbury in Gloucestershire und der zwischen 1827 und 1829 gebauten Galton Bridge in Smethwick bei Birmingham. Die Eisenteile der Brücke wurden von William Hazledine aus Shrewsbury hergestellt.
Die Brücken sind eine Weiterentwicklung des Brückentyps, der von Thomas Telford erstmals für die 1812 fertiggestellte Bonar Bridge am Ende des Dornoch Firth in den Northern Highlands und für die kurz darauf errichtete Craigellachie-Brücke entworfen hatte, die im Rahmen des Straßen- und Brückenprogramms gebaut wurden, das von Telford im Auftrag der britischen Regierung 1802 erstellt und vom Highlands-Komitee (Commissioners for Roads and Bridges in the Highlands of Scotland) 1803 beauftragt wurde.
Die leicht gewölbte Brücke hat zwei Fahrbahnen und sehr enge Gehwege. Ihr 45,7 m (150 ft) weiter gusseiserner Bogen besteht aus fünf schmalen Fachwerk-Rippen, auf die der Fahrbahnträger mit gekreuzten Stützen aufgeständert ist. Die Rippen und Stützen sind durch Querträger versteift und verstärkt. Der Fahrbahnträger bestand aus gusseisernen Trägern und Platten.
1928 wurde die Brücke verstärkt, indem die Bogenrippen und einige der Stützen mit Stahlbeton ummantelt und ein breiterer Fahrbahnträger aus Stahlbeton eingefügt wurde. 2012 wurde sie saniert.
Sie steht seit 1951 unter Denkmalschutz (Grade II).